# Landulfo Alves
Landulfo Alves de Almeida (Santo Antônio de Jesus, 4 de setembro de 1893 — Rio de Janeiro, 15 de outubro de 1954) foi um político brasileiro.
Foi interventor federal na Bahia e senador da República.

## Biografia

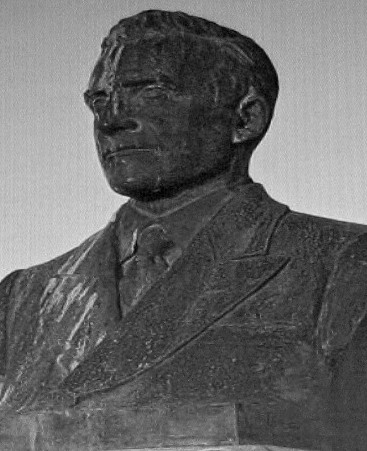
Busto de Landulfo Alves - Cruz das Almas - Bahia

Filho de Aprígio Alves de Almeida e Ana Augusta Alves de Almeida. Formou-se em 1914 pela Escola Federal de São Bento das Lages, em agronomia, com especialização no Agriculture and Mechanical College do Texas. Integrou o quadro de agrônomos do Ministério da Agricultura, dirigindo a Divisão de Produção Animal do Departamento Nacional de Agricultura. Exerceu o magistério universitário como Professor Catedrático da Escola Federal de Agricultura.
Correligionário do Presidente Getúlio Vargas, foi designado Interventor do Estado da Bahia, tomando posse em 25 de março de 1938
O seu governo deu ênfase ao desenvolvimento agrícola em dezenas de municípios do Interior, reestruturou a Secretaria de Agricultura e estimulou a fruticultura e a produção do algodão. A sua ação administrativa se estendeu a outros setores, como a ampliação da malha rodoviária e a urbanização da Capital.
Como senador, entre 1951 e 1954 e líder da bancada do Partido Trabalhista Brasileiro no Senado Federal, defendeu em intensa luta política, durante os anos de 1952 e 1953, o monopólio estatal do petróleo e foi o relator da Lei nº 2.004, de 1953, que o estabeleceu no Brasil e criou a Petrobrás.